# خوذة كركندية الذيل

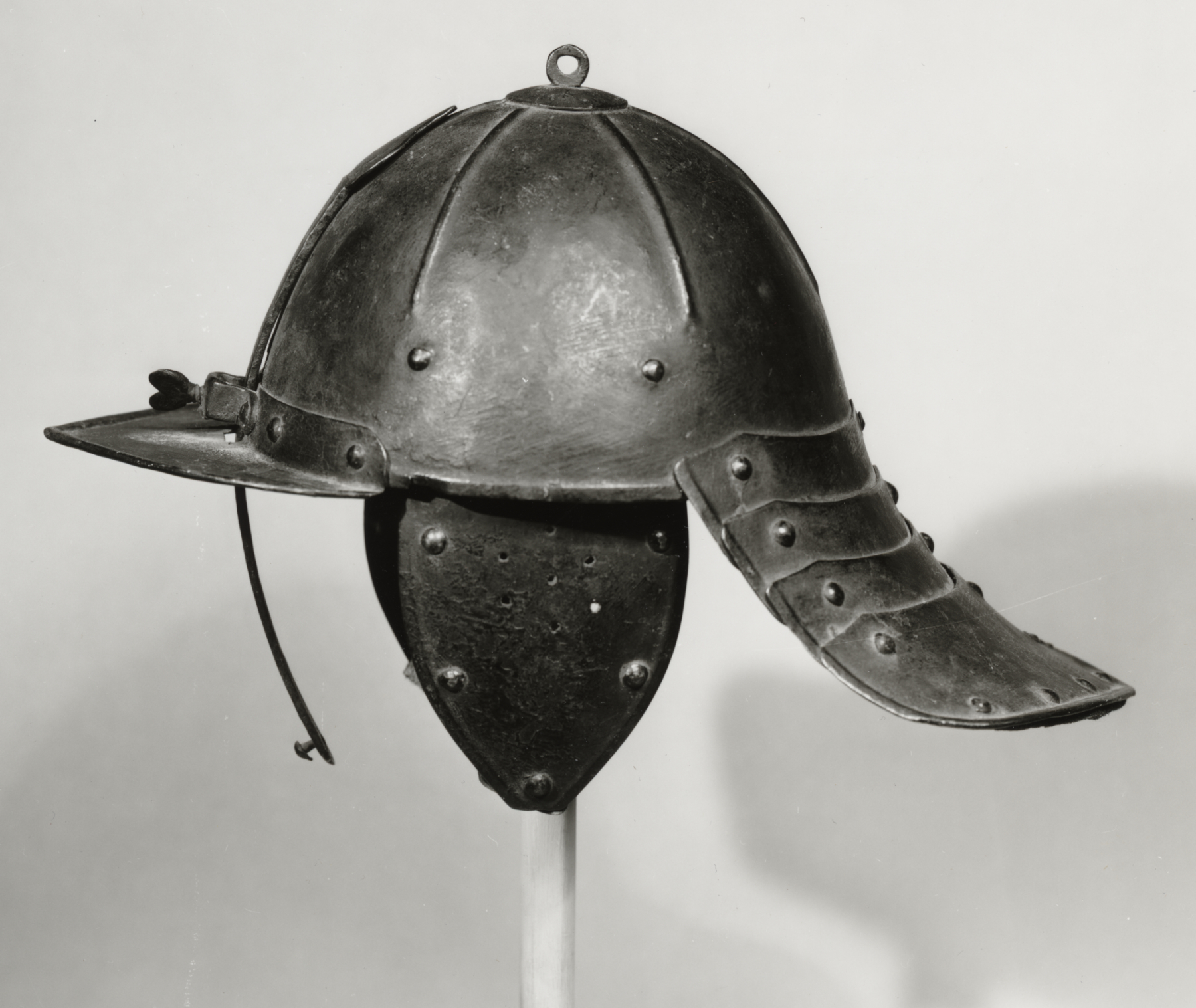
خوذة كركندية الذيل، يحتوي هذا المثال على شريط أنف واحد منزلق ومقدمة ثابتة لحماية الوجه، هولندا منتصف القرن السابع عشر

خوذة كركندية الذيل (بالإنجليزية: Lobster-tailed pot helmet)، هي خوذة معركة للرأس يرتديها الفرسان وزاد صيتها من ما بعد عصر النهضة. أصبحت شائعة في أوروبا، خاصة بالنسبة لسلاح الفرسان والضباط، من القرن السابع عشر؛ كانت مشتقة من نوع خوذة تركية عثمانية. قلَّ استخدام الخوذة تدريجيًا في معظم أوروبا في أواخر القرن السابع عشر؛ ومع ذلك ، احتفظ بها سلاح الفرسان النمساوي الثقيل لبعض الحملات في وقت متأخر من عقد 1780..
تُعتبر الخوذة ذات أصل شرقي، مشتقة من خوذة تشيكاك التركية العثمانية، التي تطورت في القرن السادس عشر. تم تبنيها من قبل الدول المسيحية في أوروبا في أوائل القرن السابع عشر. كان تشيكاك مطابقًا تقريبًا للخوذ الأوروبية في وقت لاحق. شهد المشتق الأوروبي لهذه الخوذة استخدامًا واسعًا خلال حرب الثلاثين عامًا.